# برن كوهين
برن كوهين (بالإنجليزية: Bern Cohen)‏ هو ممثل أمريكي، ولد في 1949.

## وصلات خارجية
- برن كوهين على موقع IMDb (الإنجليزية)
- برن كوهين على موقع قاعدة بيانات الفيلم (الإنجليزية)